# デースケドガー
デースケドガーとは、Googleを対象とした検索エンジン最適化の腕を競い合う第2回SEOコンテストのキーワードである。インターネット上で一般公募から選ばれた造語である。
コンテスト期間2005年1月21日00:00 ～ 2005年4月9日00:00

## 関連書籍
- 井口稔・Su‐Jine『ネットの中心でゴッゴルと叫ぶ?』（2005/05、秀和システム） ISBN 4798010766